# IF Björklöven

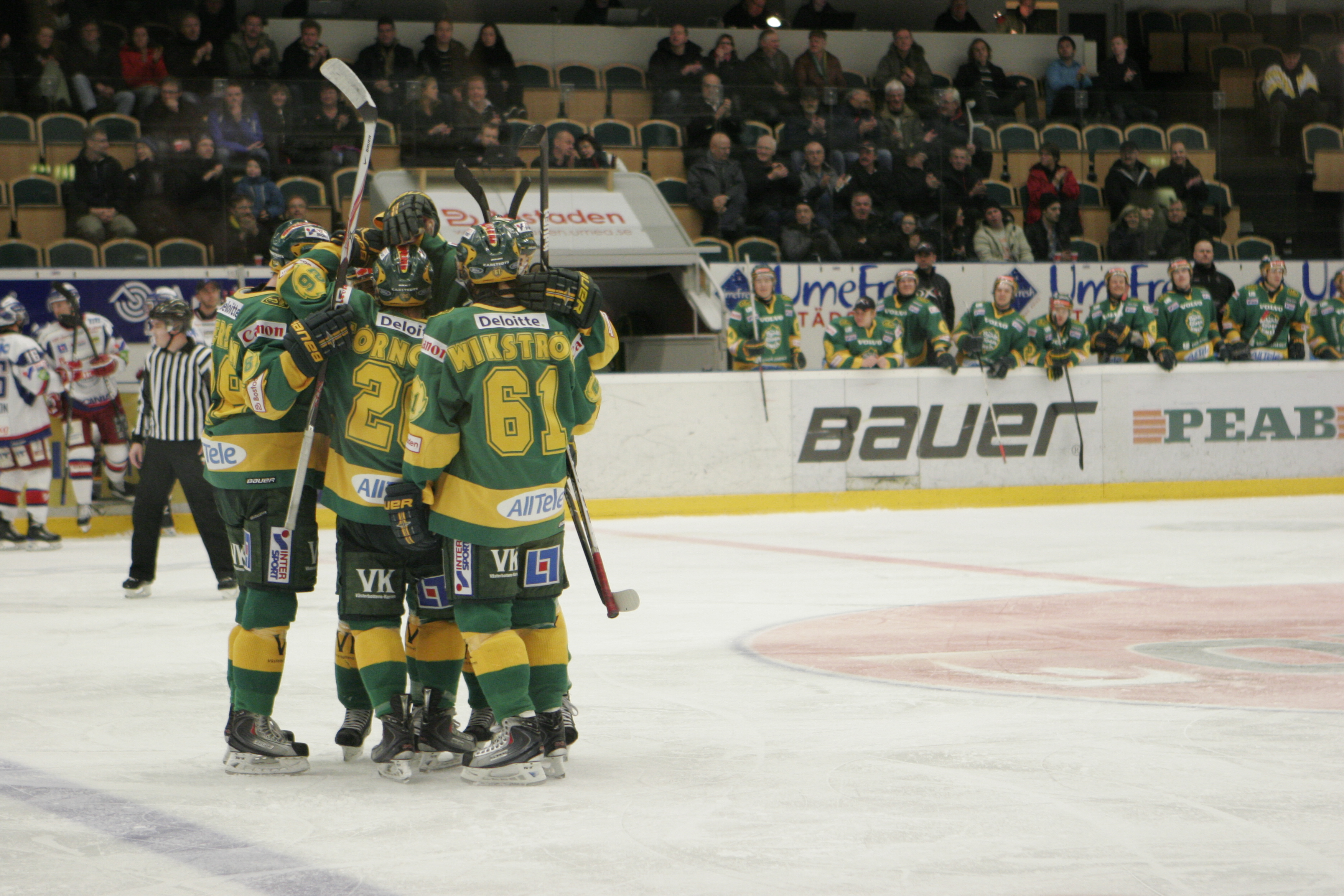
Björklöven har just gjort mål mot IK Oskarshamn i en match i Hockeyallsvenskan

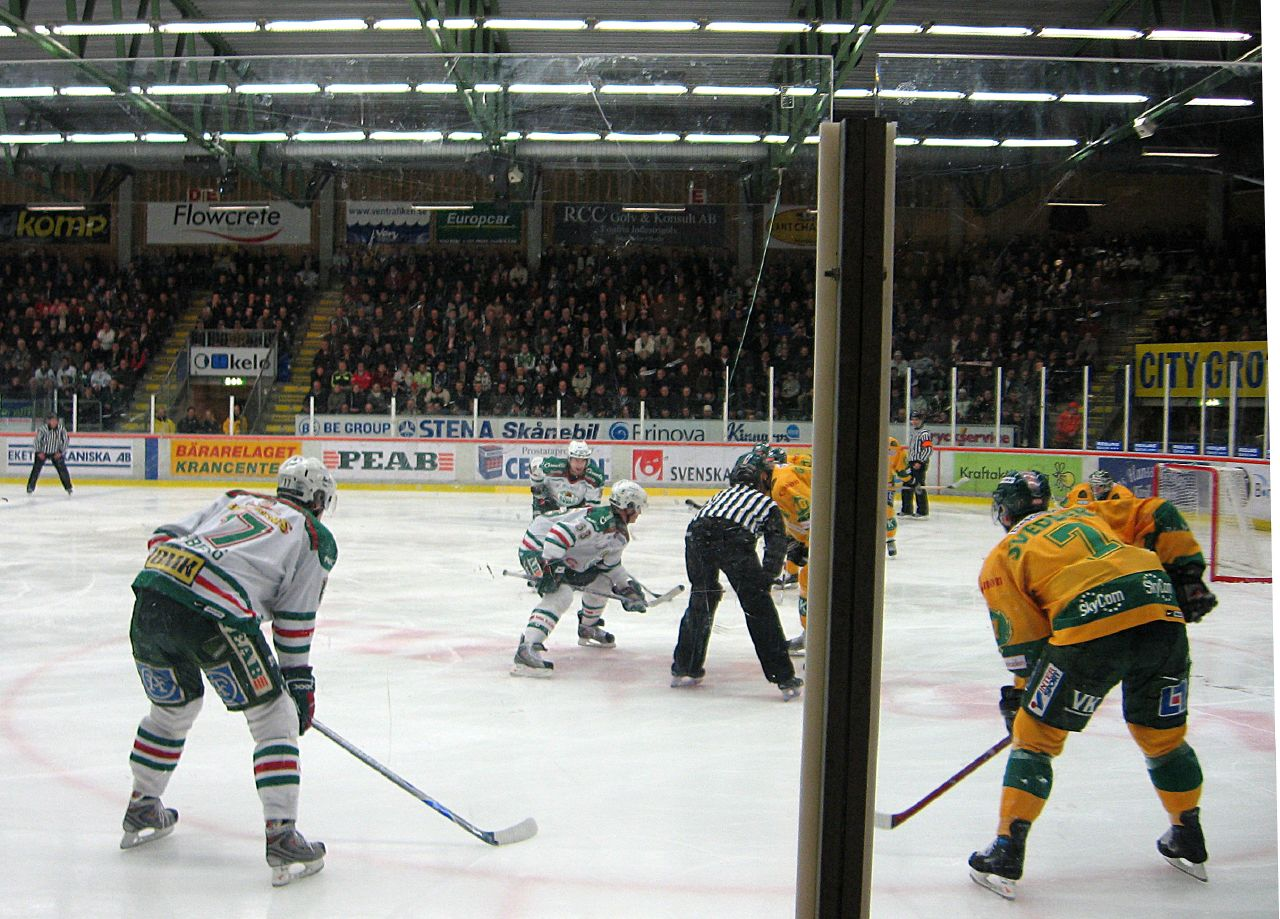
Tekning i en allsvensk match mot Rögle BK, Johan Svedberg närmast i bild till höger

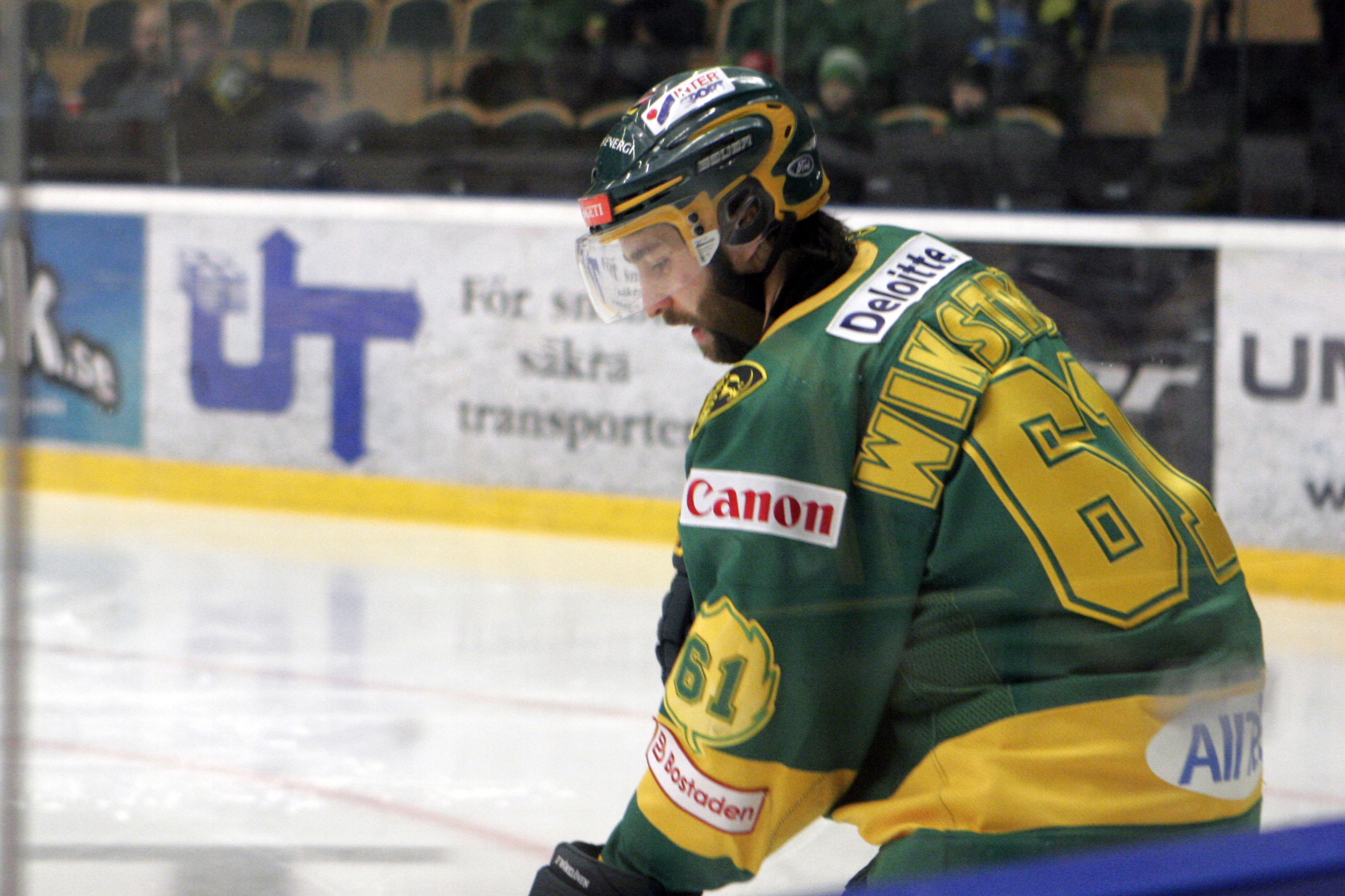
Nr 61: Johan Jarl, då Wikström

Ishockeyföreningen Björklöven, Björklöven (IFB), i folkmun kallat Löven, är en ishockeyförening i Umeå i Sverige. Klubben hade sin storhetstid under 80-talet då man var en av dominanterna i svensk ishockey. Föreningen nådde SM-final tre gånger under decenniet och tog guld 1987. 
Under 1990-talet vandrade klubben upp och ner mellan Elitserien och Hockeyallsvenskan. Efter att ha spelat i allsvenskan under större delen av 00-talet drabbades föreningen av ekonomiska bekymmer som nästan drev Björklöven i konkurs. 2010 förlorade klubben sin licens för att spela i allsvenskan på grund av ekonomiska problem, och tvångsförflyttades till division 1. Från säsongen 2013/2014 spelar dock Björklöven på nytt i Hockeyallsvenskan efter att i april 2013 ha säkrat avancemanget.

## Historia
IFK Umeå bildades i Umeå, björkarnas stad, 1897 och ishockeysektionen i IFK Umeå bildades 1947.  
1956 började man spela med ett björklöv på bröstet, laget kallades av umeborna för Björklöven eller "Löven" trots att laget egentligen hette IFK Umeå. Efter ett framgångsrikt 1960-tal med spel i högsta serien ville IFK Umeå friställa ishockeysektionen i föreningen, samtidigt som Sandåkerns SK gick i samma tankar, och samtal påbörjades 1969 om en sammanslagning. 
Klubben bildades den 15 maj 1970 efter en sammanslagning av ishockeysektionerna i IFK Umeå och Sandåkerns SK. Klubben kallade sig först "IFK/SSK, Umeå" innan namnet IF Björklöven antogs inför säsongen 1971/1972. Under slutet av 1970-talet och större delen av 1980-talet spelade klubben i Sveriges högsta division, Elitserien.  
Föreningen spelade sin första SM-final 1982, men förlorade finalserien mot AIK med 3-2 i matcher. Den avgörande matchen spelades i Göteborg. Man fortsatte att vara favorittippade till SM- guldet i stort sett hela decenniet och 1987 vann Björklöven till slut sitt första SM-guld efter seger med 6-1 i den fjärde av totalt fem matcher i finalserien mot Färjestads BK. Trots en stor spelarflykt året därpå gick klubben återigen till final, som man dock förlorade (motståndare var på nytt Färjestad). Säsongen efter åkte Björklöven ur Elitserien. Därefter har klubben avancerat tre gånger men har inte lyckats etablera sig i högsta serien igen. Mellan 1996 och 2001 var Lennart Grefve ordförande i klubben, under denna turbulenta tid styrdes klubben från konkursens rand.
Björklöven spelade i Hockeyallsvenskan mellan 2001 och 2010 men på grund av en ekonomisk kris i föreningen fick man ingen elitlicens för Hockeyallsvenskan och flyttades ner till tredje högsta serien, Division 1.

### Konkurs och tvångsnedflyttning
Den 26 mars 2010 var Björklöven i akut ekonomisk kris och skickade in en begäran om företagsrekonstruktion i Umeå tingsrätt. Efter att företagsrekonstruktionen misslyckats försattes klubben i konkurs i april 2010. Efter ett idogt "räddningsarbete" hade tillräckligt mycket pengar samlats in för att klubben skulle kunna häva konkursen.
Den 7 juni 2010 meddelade hockeyallsvenska nämnden att man inte bedömde Björklövens ekonomi och organisation som tillräckligt stabil för att bevilja någon elitlicens för spel i Hockeyallsvenskan. Björklöven flyttades därmed ner till Division 1 och IF Sundsvall Hockey erbjöds den därmed vakanta platsen. Björklöven överklagade beslutet, men den 29 juni 2010 meddelade Svenska Ishockeyförbundet att man avslagit Björklövens överklagan.

### Säsongen 2011/2012
Inför säsongen 2011/2012 gjordes ett flertal förändringar inom klubben. Huvudtränaren Jens Hellgren ersattes av Håkan Wirtala och en sportgrupp bestående av de tre tränarna Håkan Wirtala, Jimmy Blixt, Erik "Serben" Vikström och Johan Mörk fd. Engman, Johan Björk och Roland Carlsson från klubbens styrelse infördes. Gruppen fungerade precis som en sportchef och var ansvarig för det sportsliga, bland annat sammansättningen av laget och ledare.
Ytterligare en förändring var satsningen på kontinuitet och hemvävt. En stor del av truppen bestod av egenproducerade juniorer som flyttat upp och hemvändare från andra klubbar. Flertalet kontrakt skrevs för två år och målsättningen var att färdigställa truppen tidigt.
I början på september presenterades ett nytt matchställ; gröngula hemmatröjor och bortastället, tidigare gult, nu i vitt utförande. Den 27 september meddelade Krister Olsson och Balticgruppen att man går in med 20 miljoner kronor i klubben under en treårsperiod, varav hälften av summan var en personlig gåva från Olsson själv. I samband med presskonferensen om sponsorstödet avslöjades även att Jon Palmebjörk återvänder till klubben med ett treårskontrakt.
Den 2 december hyllades den före detta Björklöven-, Vancouver Canucks-, och New Jersey Devils-spelaren Patrik Sundström genom att pensionera nummer 17 och hänga upp hans tröja i Umeå Arenas tak. Den 28 januari klev samme Patrik Sundström in som assisterande tränare i Björklövenbåset, för resten av säsongen.

### Säsongen 2012/2013
En stor del av truppen från föregående år behölls och man förstärkte bland annat med Stefan Andersson, Alexander Sundström och Alexander Hellström. Håkan Wirtala fick inte fortsatt förtroende, utan Jens Öhman från Modo Hockey övertog huvudtränaruppdraget. Patrik Sundström fortsatte sitt uppdrag som assisterande tränare.
Björklöven blev seriesegrare i division 1A samt den efterföljande Allettan och gick vidare till playoff-spel. Efter att två år i rad åkt ut i playoff 3, respektive 2 gick man nu vidare till Kvalserien till Hockeyallsvenskan efter att ha slagit ut Olofströms IK med 2-0 i matcher i playoff 3. 
I kvalserien vann man sju av tio matcher och hamnade på första plats med 21 poäng, fyra poäng före trean Tingsryds AIF. Björklöven säkrade seriesegern och avancemanget i sista matchen genom att vinna med 3-0 hemma mot Piteå HC inför 6 002 åskådare. Detta medförde att laget kvalificerade sig för spel i Hockeyallsvenskan säsongen 2013/2014.

### Säsongen 2014/2015
Efter att ha fått kvala för att hålla sig kvar som nykomlingar i Hockeyallsvenskan gjorde Björklöven en stark andrasäsong under Mats Waltin och Patric Wener och slutade 6:a i grundserien, en poäng bakom BIK Karlskoga på 5:e-platsen. I slutspelsserien hamnade Björklöven fyra, en poäng från direktkvalet till SHL. Trots den lyckade säsongen valde Waltin och Wener den 16 mars 2015 att inte aktivera klausulen som innebar en förlängning av avtalen med ytterligare två säsonger i deras 1+2-årskontrakt.

### Säsongen 2019/2020
Grundserien blev en dundersuccé då man vann grundserien med tio poängs marginal genom att slå det gamla poängrekordet i Hockeyallsvenskan med sina 121 poäng, vilket var tolv poängs marginal till det gamla rekordet (109 poäng). Trots detta blev det varken kvalspel eller uppflyttning för Björklöven då Svenska Ishockeyförbundet meddelade den 15 mars 2020 att man ställer in resten av säsongen på grund av Coronavirusutbrottet 2020–2021 i Sverige.

### Säsonger
När föreningen bildades började de spela i Division I som IFK Umeå och Sandåkerns SK gjort tidigare. Där blev man kvar i fem säsonger 
| Säsong        | Division         | Placering    | Playoff/Kval                                                            |
| IFK/SSK Umeå  | IFK/SSK Umeå     | IFK/SSK Umeå | IFK/SSK Umeå                                                            |
| ------------- | ---------------- | ------------ | ----------------------------------------------------------------------- |
| 1970/1971     | Division I Norra | 6            | 2:a i Norra kvalificeringsserien                                        |
| IF Björklöven |                  |              |                                                                         |
| 1971/1972     | Division I Norra | 5            | 2:a i Norra kvalificeringsserien                                        |
| 1972/1973     | Division I Norra | 7            | 1:a i Norra kvalificeringsserien                                        |
| 1973/1974     | Division I Norra | 4            | 8:a i mästerskapsserien                                                 |
| 1974/1975     | Division I       | 11           | nerflyttade till nya Division I                                         |
| 1975/1976     | Division I Norra | 1            | Playoff: Besegrar Grums och Karlskoga 1:a i kvalserien, uppflyttade     |
| 1976/1977     | Elitserien       | 10           | nerflyttade                                                             |
| 1977/1978     | Division I Norra | 1            | Playoff: Besegrar Strömsbro och Karlskoga 2:a i kvalserien, uppflyttade |
| 1978/1979     | Elitserien       | 9            | 1:a i kvalserien                                                        |
| 1979/1980     | Elitserien       | 2            | SM: Utslagna av Västra Frölunda                                         |
| 1980/1981     | Elitserien       | 5            |                                                                         |
| 1981/1982     | Elitserien       | 2            | SM: Besegrar Modo, förlorar mot AIK, SM-silver                          |
| 1982/1983     | Elitserien       | 4            | SM: Utslagna av Djurgården                                              |
| 1983/1984     | Elitserien       | 3            | SM: Utslagna av Djurgården                                              |
| 1984/1985     | Elitserien       | 4            | SM: Utslagna av Södertälje                                              |
| 1985/1986     | Elitserien       | 5            |                                                                         |

Våren 1987 nådde föreningen sin största framgång genom ett SM-guld och säsongen därefter tog man silver. Efter det gick det sämre. Laget var inte längre självklart för högsta serien utan allt oftare ett topplag i andradivisionen (Division I och senare Hockeyallsvenskan).
| Säsong    | Division          | Placering | Vårserie                                            | Playoff/Kval                                                                                     |
| --------- | ----------------- | --------- | --------------------------------------------------- | ------------------------------------------------------------------------------------------------ |
| 1986/1987 | Elitserien        | 2         |                                                     | SM: Besegrar Djurgården och Färjestad, SM-guld                                                   |
| 1987/1988 | Elitserien        | 2         | 2:a i fortsättningsserien                           | SM: Besegrar HV71 och Modo Förlorar finalen mot Färjestad, SM-silver                             |
| 1988/1989 | Elitserien        | 12        | 4:a i Allsvenskan                                   | Besegrar Väsby i playoff 3:a i kvalserien, nerflyttade                                           |
| 1989/1990 | Division I Norra  | 1         | 4:a i Allsvenskan                                   | Besegrar Sundsvall i playoff, 4:a i kvalserien                                                   |
| 1990/1991 | Division I Norra  | 1         | 4:a i Allsvenskan                                   | Utslagna av Mölndal i playoff                                                                    |
| 1991/1992 | Division I Norra  | 2         | 3:a i Allsvenskan                                   | Utslagna av Vita Hästen i playoff                                                                |
| 1992/1993 | Division I Norra  | 2         | 3:a i Allsvenskan                                   | Besegrar Örebro i playoff, 1:a i kvalserien, uppflyttade                                         |
| 1993/1994 | Elitserien        | 12        | 7:a i Allsvenskan                                   | Utslagna av Skellefteå i playoff, nerflyttade                                                    |
| 1994/1995 | Division I Norra  | 4         | 1:a i fortsättningsserien                           | Playoff: Besegrar Surahammar; utslagna av Vita Hästen                                            |
| 1995/1996 | Division I Norra  | 2         | 3:a i Allsvenskan                                   | Besegrar Huddinge IK i Playoff 4:a i Kvalserien till Elitserien                                  |
| 1996/1997 | Division I Norra  | 1         | 2:a i Allsvenskan                                   | 5:a i Kvalserien till Elitserien                                                                 |
| 1997/1998 | Division I Norra  | 1         | 3:a i Allsvenskan                                   | Playoff: Besegrar Skellefteå och Mora 2:a i Kvalserien till Elitserien uppflyttade               |
| 1998/1999 | Elitserien        | 12        |                                                     | 6:a i Kvalserien till Elitserien, nerflyttade                                                    |
| 1999/2000 | Allsvenskan Norra | 1         | 3:a i Superallsvenskan                              | Playoff: Besegrar IK Oskarshamn och Skellefteå AIK 2:a i Kvalserien till Elitserien, uppflyttade |
| 2000/2001 | Elitserien        | 12        |                                                     | 3:a i Kvalserien till Elitserien, nerflyttade                                                    |
| 2001/2002 | Allsvenskan Norra | 1         | 5:a i Superallsvenskan                              | Playoff: Besegrar Hammarby IF 4:a i Kvalserien till Elitserien                                   |
| 2002/2003 | Allsvenskan Norra | 3         | 5:a i Superallsvenskan                              | Playoff: Besegrar Mörrums GoIS, utslagna av AIK                                                  |
| 2003/2004 | Allsvenskan Norra |           | 4:a i vårserien                                     |                                                                                                  |
| 2004/2005 | Allsvenskan Norra | 3         | 8:a i Superallsvenskan                              |                                                                                                  |
| 2005/2006 | Hockeyallsvenskan | 5         |                                                     |                                                                                                  |
| 2006/2007 | Hockeyallsvenskan | 5         |                                                     | Playoff: Besegrar Växjö och Nyköping 4:a i Kvalserien till Elitserien                            |
| 2007/2008 | Hockeyallsvenskan | 4         |                                                     |                                                                                                  |
| 2008/2009 | Hockeyallsvenskan | 9         |                                                     | Utslagna av Borås HC i Playoff.                                                                  |
| 2009/2010 | Hockeyallsvenskan | 12        |                                                     | Nerflyttade                                                                                      |
| 2010/2011 | Division 1A       | 1         | 2:a i Allettan Norra                                | Playoff: Besegrar Nybro, utslagna av Asplöven                                                    |
| 2011/2012 | Division 1A       | 1         | 3:a i Allettan Norra                                | Playoff: Besegrar Boden, utslagna av Olofström                                                   |
| 2012/2013 | Division 1A       | 1         | 1:a i Allettan Norra                                | Besegrar Olofströms IK i Playoff 1:a i Kvalserien till Hockeyallsvenskan, uppflyttade            |
| 2013/2014 | Hockeyallsvenskan | 14        |                                                     | 2:a i Kvalserien till Hockeyallsvenskan                                                          |
| 2014/2015 | Hockeyallsvenskan | 6         | 4:a i slutspelsserien                               |                                                                                                  |
| 2015/2016 | Hockeyallsvenskan | 12        |                                                     |                                                                                                  |
| 2016/2017 | Hockeyallsvenskan | 11        |                                                     |                                                                                                  |
| 2017/2018 | Hockeyallsvenskan | 5         | 3:a i slutspelsserien                               |                                                                                                  |
| 2018/2019 | Hockeyallsvenskan | 10        |                                                     |                                                                                                  |
| 2019/2020 | Hockeyallsvenskan | 1         |                                                     | Slutet av säsongen ställdes in                                                                   |
| 2020/2021 | Hockeyallsvenskan | 3         | Slutspel: Besegrar Mora och Karlskoga               | Hockeyallsvenska finalen: Förlorar mot Timrå                                                     |
| 2021/2022 | Hockeyallsvenskan | 4         | Slutspel: Besegrar Västerås och Modo                | Hockeyallsvenska finalen: Förlorar mot HV71                                                      |
| 2022/2023 | Hockeyallsvenskan | 2         | Slutspel: Besegrar Västerås, utslagna av Djurgården |                                                                                                  |
| 2023/2024 | Hockeyallsvenskan | 6         | Slutspel: Utslagna av Djurgården                    |                                                                                                  |
| 2024/2025 | Hockeyallsvenskan | 4         | Slutspel: Utslagna av AIK                           |                                                                                                  |

Anmärkningar
1. ↑  Svenska Ishockeyförbundet beslutade att inte ge Björklöven elitlicens för nästa säsong, laget flyttades ner till Division 1.[14]
2. ↑  Svenska Ishockeyförbundet beslutade den 15 mars 2020 att ställa in allt kvalspel den här säsongen på grund av Coronapandemin i Sverige. Inget lag flyttas vare sig upp eller ned från eller till Hockeyallsvenskan, och nästa säsong spelas med samma lag.[15]

## Laguppställning
Uppdaterad 11 augusti 2024.

| Nr | Nat      | Spelare              | Pos   | S/H | Ålder | Värvad | Födelseort                              |
| -- | -------- | -------------------- | ----- | --- | ----- | ------ | --------------------------------------- |
| 35 | Sverige  | Melker Thelin        | M     | L   | 20    | 2022   | Umeå, Västerbottens län, Sverige        |
| 44 | Sverige  | Martin Fransson      | B     | L   | 26    | 2024   | Lenhovda, Kronobergs län, Sverige       |
| 40 | Sverige  | Alfons Freij         | B     | L   | 19    | 2024   | Sölvesborg, Blekinge län, Sverige       |
| 28 | Kanada   | Mathew Maione        | B     | L   | 34    | 2024   | Toronto, Ontario, Kanada                |
| 59 | Kanada   | Tim Teocharidis      | B     | L   | 27    | 2024   | Scarborough, Ontario, Kanada            |
| 38 | Sverige  | Erik Andersson       | C     | L   | 30    | 2024   | Nittorp, Västra Götalands län, Sverige  |
| 19 | Sverige  | Liam Dower Nilsson   | LW/C  | L   | 22    | 2023   | Göteborg, Västra Götalands län, Sverige |
| 24 | Sverige  | Linus Cronholm       | B     | L   | 24    | 2022   | Malmö, Skåne län, Sverige               |
| 32 | Sverige  | Jacob Olofsson       | C     | L   | 25    | 2021   | Piteå, Norrbottens län, Sverige         |
| 71 | Sverige  | Gustav Possler       | W     | L   | 30    | 2020   | Södertälje, Södermanland, Sverige       |
| 41 | Kanada   | Maxim Fortier        | RW/LW | R   | 27    | 2022   | Montréal, Québec, Kanada                |
| 91 | Sverige  | Oscar Tellström      | RW    | L   | 22    | 2022   | Luleå, Norrbottens län, Sverige         |
| 18 | Sverige  | Axel Ottosson        | C     | L   | 29    | 2024   | Umeå, Västerbottens län, Sverige        |
| 10 | Sverige  | Marcus Nilsson       | LW    | L   | 34    | 2024   | Charlottenberg, Värmlands län, Sverige  |
| 5  | Sverige  | Jesper Lindgren      | B     | R   | 28    | 2020   | Umeå, Västerbottens län, Sverige        |
| 16 | Sverige  | Gustaf Kangas        | C     | L   | 20    | 2024   | Stockholm, Stockholms län, Sverige      |
| 15 | Norge    | Mattias Nørstebø (A) | B     | L   | 30    | 2020   | Trondheim, Norge                        |
| 56 | Sverige  | Fredrik Forsberg     | RW/LW | R   | 28    | 2024   | Uppsala, Uppsala län, Kanada            |
| 30 | Finland  | Joona Voutilainen    | M     | L   | 28    | 2021   | Esbo, Finland                           |
| 39 | Finland  | Joel Mustonen        | LW    | L   | 32    | 2022   | Uleåborg, Finland                       |
| 37 | Finland  | Lenni Killinen       | RW    | L   | 25    | 2024   | Esbo, Finland                           |

### Lagledning
- Huvudtränare: Daniel Rahimi
- Assisterande tränare: Stefan Öhman
- Målvaktstränare: Björn Bjurling
- Sportchef: Per Kenttä

## Meriter

### SM-guld
- 1987

### SM-finaler
- 1982
- 1987
- 1988

## Guldlaget 1987
| Målvakter | Målvakter | Målvakter        | Målvakter | Målvakter | Målvakter |      |
| --------- | --------- | ---------------- | --------- | --------- | --------- | ---- |
| Nr        |           | Spelare          | GP        | GD        | Pts       | GAA  |
| 25        | Sverige   | Jakob Gustavsson | 9         | 35        | 1 ass     | 4.00 |
| 30        | Sverige   | Göte Wälitalo    | 30        | 35        | 0         | 2.59 |
| 1         | Sverige   | Anders Bergström | 0         | 1         | 0         | -    |
| 1         | Sverige   | Anders Morin     | 1         | 0         | 0         | -    |

| Nr |         | Spelare            | GP | G  | A  | Pts | PIM |
| 5  | Sverige | Lars Karlsson      | 35 | 10 | 23 | 33  | 21  |
| 23 | Sverige | Roger Hägglund     | 28 | 3  | 15 | 18  | 36  |
| 19 | Sverige | Peter Andersson    | 36 | 6  | 10 | 16  | 30  |
| 6  | Sverige | Calle Johansson    | 30 | 2  | 13 | 15  | 20  |
| 7  | Sverige | Patric Åberg       | 18 | 0  | 0  | 0   | 20  |
| 24 | Sverige | Rolf Berglund      | 31 | 3  | 1  | 4   | 47  |
| 2  | Sverige | Torbjörn Andersson | 34 | 5  | 8  | 13  | 26  |
| 28 | Sverige | Nicklas Holmgren   | 5  | 0  | 0  | 0   | 2   |

| Nr |         | Spelare                | GP | G  | A  | Pts | PIM |
| 10 | Sverige | Matti Pauna            | 34 | 10 | 20 | 30  | 16  |
| 27 | Sverige | Tore Öqvist            | 29 | 12 | 16 | 28  | 26  |
| 16 | Sverige | Michael Hjälm          | 34 | 9  | 13 | 22  | 14  |
| 14 | Sverige | Ulf Dahlén             | 31 | 9  | 12 | 21  | 20  |
| 22 | Sverige | Peter Edström          | 32 | 11 | 9  | 20  | 12  |
| 21 | Sverige | Lars-Gunnar Pettersson | 36 | 28 | 13 | 41  | 16  |
| 18 | Sverige | Peter Sundström        | 36 | 22 | 16 | 38  | 44  |
| 12 | Sverige | Mikael Andersson       | 36 | 14 | 22 | 36  | 30  |
| 13 | Sverige | Hans Edlund            | 30 | 5  | 10 | 15  | 26  |
| 26 | Sverige | Johan Törnqvist        | 31 | 6  | 9  | 15  | 16  |
| 20 | Sverige | Jon Lundström          | 27 | 3  | 3  | 6   | 12  |
| 29 | Sverige | Pär Edlund             | 4  | 0  | 0  | 0   | 0   |

| - | Sverige | Rolf "Roffa" Norgren |

| - | Sverige | Hans "Virus" Lindberg |

Källa: Eurohockey.net

## Löven-profiler

### Pensionerade tröjor
- Nr 9 – Alexander "Sasja" Beliavski (Flest mål: 316)
- Nr 17 – Patrik Sundström
- Nr 23 – Roger "Bullen" Hägglund
- Nr 27 – Tore Öqvist

### Övriga
| - Mats Abrahamsson - Mikael Andersson - Peter Andersson - Torbjörn Andersson - Rolf Berglund - Ulf Dahlén - Hans Edlund - Per Edlund - Anders Boström - Lennart Grefve - Rolf Norgren | - Jörgen Hermansson (Flest matcher i klubben genom tiderna) - Michael Hjälm - Hans Jax - Calle Johansson - Jesper Jäger - Hans "Virus" Lindberg (Guldtränare 1987) - Christian Lechtaler - Tobias Lundström - Ulf Lundström - Matti Pauna - L-G Pettersson - Tom Pietilä | - Daniel Rahimi - Olle Rydfjäll - Petter Rönnqvist - Tommy Sandlin (Tränare 1983–86 samt 90/91) - John Slettvoll - Alexander Sundström - Kjell "Garrincha" Sundström - Patrik Sundström - Peter Sundström - Jörgen Wikström - Göte Wälitalo - Rolf Älvero |

## Klubbrekord
| Rekord           | Antal | Spelare              | Anm.    |
| ---------------- | ----- | -------------------- | ------- |
| Mål/säsong       | 39    | Aleksandrs Beļavskis | 1995/96 |
| Assist/säsong    | 46    | Mikael Andersson     | 1992/93 |
| Poäng/säsong     | 72    | Aleksandrs Beļavskis | 2001/02 |
| Utv. min./säsong | 209   | Richard Jackman      | 2004/05 |
| Mål              | 316   | Aleksandrs Beļavskis |         |
| Assist           | 232   | Aleksandrs Beļavskis |         |
| Poäng            | 494   | Aleksandrs Beļavskis |         |
| Utv. min.        | 713   | Jesper Jäger         |         |
| Matcher          | 516   | Jörgen Hermansson    |         |